# حکم (فیلم ۱۳۸۴)
حُکم فیلمی ایرانی محصول ۱۳۸۳ به کارگردانی مسعود کیمیایی است. تیتراژ این فیلم ترانه‌ای به نام لاله‌زار با خوانندگی و آهنگسازی رضا یزدانی است.

## خلاصه داستان
«حکم که صادر شد، باید اجرا بشه، اگه بترسی، تأخیر کنی، یا جا بزنی، حکم خودت صادر می‌شه …». ماهیت پول خرید و فروش است. آنهایی که میان پول و معامله زندگی می‌کنند ، عاقبت به صدور حکم یکدیگر می‌رسند. رضا معروفی خود صاحب حکم است، اما آن را اجرا هم می‌کند. او سهند را امان می‌دهد، به خانه می‌آورد و برای گرفتاری اش چاره‌ای می‌یابد. محسن (پولاد کیمیایی) و فروزنده (لیلا حاتمی) هر دو جوانند و عاشق؛ محسن اما خون و اسلحه و پول را انتخاب می‌کند. حتی در مقابل فروزنده حکم صادر می‌شود.

## یادداشت کارگردان
«بیست و پنجمین فیلم، بیش از چهار دهه، حکم، یکی است. این فیلم هم گوشه‌ای از همان فیلم هاست که در تاریکی مانده و نشان داده نشده.
همه جای زندگی «حکم» هست، از عاشقانه‌ها تا مرگ، از هوای خوب عشق تا زخم. یک رضا در فیلم «حکم» هست که آقای انتظامی آن را بازیش می‌کند. این رضا عقیده دارد، انسان یک سرمایه بزرگ دارد که این سرمایه میزان شهامت او در مرگ خواهی است، به وقت تحقیر و توهین می‌توانی در این جهان نباشی. «مرگ» انسان را کامل می‌کند.
فیلم «حکم» زندگی را احمد رضا احمدی گفت این حلقه آخر ماست. ما این آخرین‌ها را، «حکم» را به آپارات گذاشته‌ایم، نمایش‌های آخر است.
اما من برای نمایش آخر به آپارات نمی‌روم، به احمدرضا گفتم، زود است، تا ببینیم حکم چیست.»

## بازیگران
- خسرو شکیبایی
- لیلا حاتمی
- بهرام رادان
- پولاد کیمیایی
- سعید پیردوست
- بهرام فتاحی
- جلال پیشوائیان

## جوایز

### نهمین دوره جشن حافظ
| قسمت                                          | نامزد           | نتیجه    |
| --------------------------------------------- | --------------- | -------- |
| بهترین فیلم                                   | مسعود کیمیایی   | نامزدشده |
| بهترین کارگردانی                              | مسعود کیمیایی   | نامزدشده |
| بهترین بازیگر مرد سینما                       | عزت‌الله انتظامی | نامزدشده |
| بهترین بازیگر مرد سینما                       | پولاد کیمیایی   | نامزدشده |
| بهترین بازیگر زن سینما                        | لیلا حاتمی      | نامزدشده |
| بهترین فیلمبرداری                             | علیرضا زرین‌دست  | برنده    |
| بهترین تدوین                                  | جعفر پناهی      | نامزدشده |
| بهترین طراحی صحنه و لباس                      | کیوان مقدم      | نامزدشده |
| بهترین صدا                                    | اسحاق خانزادی   | نامزدشده |
| بهترین خواننده تیتراژ فیلم و مجموعه تلویزیونی | رضا یزدانی      | برنده    |

- تندیس بهترین عکس فیلم نهمین جشن سینمای ایران
- تندیس بهترین کارگردانی نهمین جشن سینمای ایران